# Sergio Galiano
Sergio Galiano (Roma, 30 aprile 1942 – Roma, 28 novembre 2016) è stato un produttore cinematografico e attore italiano.

## Biografia

### Gli esordi
Sergio Galiano, secondogenito dell'industriale farmaceutico Teresio Galiano e di Maria Villani, nasce a Roma nel quartiere Parioli il 30 aprile 1942. Diplomatosi presso il Convitto nazionale Vittorio Emanuele II di Roma nel 1960, esordisce nel cinema nel 1962, prendendo parte come attore al film Storie sulla sabbia di Riccardo Fellini (fratello minore di Federico Fellini), in cui interpreta il ruolo del protagonista del terzo episodio del film, intitolato Alba al villaggio. 
Dopo alcune esperienze minori come modello pubblicitario ed attore in film diretti, tra gli altri, da Alessandro Blasetti, come Le quattro verità (1962), episodio La lepre e la tartaruga, e da Enzo Battaglia come La vita provvisoria (1963), all'età di ventitré anni Sergio Galiano inizia ad occuparsi di produzione cinematografica, alternandosi nel ruolo di ispettore e di direttore di produzione.

### La collaborazione con Roberto Rossellini
Nel 1966, l'incontro con Roberto Rossellini, che gli affida il ruolo di ispettore di produzione nella realizzazione della serie televisiva in dodici episodi, prodotta dalla Rai e dalla società di produzione Orizzonte 2000, La lotta dell'uomo per la sua sopravvivenza. Diretta da Renzo Rossellini, la serie televisiva viene trasmessa sul Programma Nazionale, tra l'agosto e l'ottobre del 1970. La collaborazione con Roberto Rossellini prosegue l'anno successivo con la realizzazione della miniserie televisiva Atti degli apostoli, cinque puntate dirette da Rossellini e prodotte, oltre che dalla Rai e dalla Orizzonte 2000, dalla televisione francese, tedesca e spagnola.

### La Felix cinematografica
Durante la preparazione della miniserie televisiva Atti degli apostoli, Sergio Galiano incontra sul set il regista e produttore Franco Rossellini, figlio del musicista e compositore Renzo Rossellini (fratello minore di Roberto Rossellini), e cugino di Renzo Rossellini (figlio secondogenito di Roberto). Dopo alcune esperienze di produzione al fianco di Manolo Bolognini, e di Franco Zeffirelli, con cui collabora in veste di ispettore di produzione (con Paolo De Andreis), al film Fratello sole sorella luna (1972), nel 1970 Galiano fonda con Franco Rossellini e Donato Leoni la società di produzione Felix cinematografica (divenuta pienamente operativa nel 1973).
Con la propria casa di produzione, realizza, in veste di direttore di produttore e di produttore esecutivo, alternandosi nel ruolo con Franco Rossellini, alcuni dei maggiori film italiani degli anni settanta. Tra questi, tre pellicole dirette da Pier Paolo Pasolini: Teorema (1968, prodotto da Manolo Bolognini e Franco Rossellini), con Silvana Mangano e Terence Stamp; Medea (1969, prodotto da Franco Rossellini e Marina Cicogna), con Massimo Girotti e Maria Callas (unico film interpretato dalla soprano greca nella sua carriera); Il Decameron, con Ninetto Davoli e Franco Citti (1971, prodotto dalla PEA di Alberto Grimaldi). Quest'ultimo film si rivela campione d'incassi nella stagione cinematografica 1971-1972. Ad oggi Il Decameron detiene il sedicesimo posto nella classifica dei film italiani più visti di sempre con 11 167 557 spettatori.

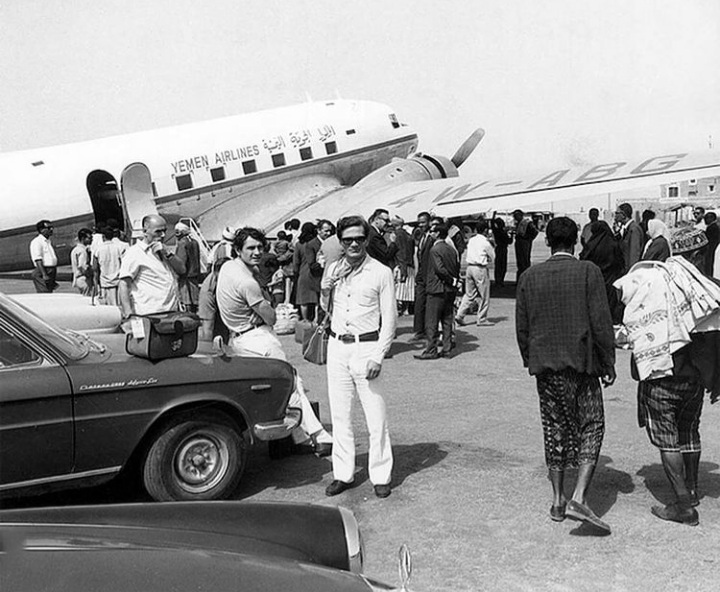
Sergio Galiano e Pier Paolo Pasolini durante la preparazione del film Il Decameron (1970)

Durante le riprese del film Il Decameron, Sergio Galiano realizza sotto la supervisione di Franco Rossellini, il documentario in forma di appello all'UNESCO Le mura di Sana, diretto da Pier Paolo Pasolini. Il documentario, della durata di tredici minuti, viene realizzato con la pellicola avanzata dalle riprese del film. L'appello del documentario, presentato nel 1973, viene accolto positivamente dall'UNESCO, che nel 1986 dichiarerà la città vecchia di Sana'a (Yemen) patrimonio dell'umanità. 
Nel 1973 Sergio Galiano da vita ad una produzione internazionale di ambientazione western, Blu Gang e vissero per sempre felici e ammazzati, diretta da Luigi Bazzoni,presentata negli Stati Uniti con il titolo Brothers Blue: nel cast figurano come attori protagonisti, Jack Palance, Tina Aumont, Guido Mannari e un giovane Paul Jabara, divenuto in seguito uno dei maggiori cantautori del periodo d'oro della disco music. La colonna sonora del film, composta da Tony Renis ed arrangiata da Bill Conti, si aggiudica un premio Nastro d'argento nel 1974.
Nel 1974 Sergio Galiano produce il film cult Identikit di Giuseppe Patroni Griffi, con Elizabeth Taylor e Guido Mannari, tratto dal romanzo The driver'seat di Muriel Spark: la prima del film si svolge nel Principato di Monaco il 20 maggio 1974 alla presenza della famiglia reale.

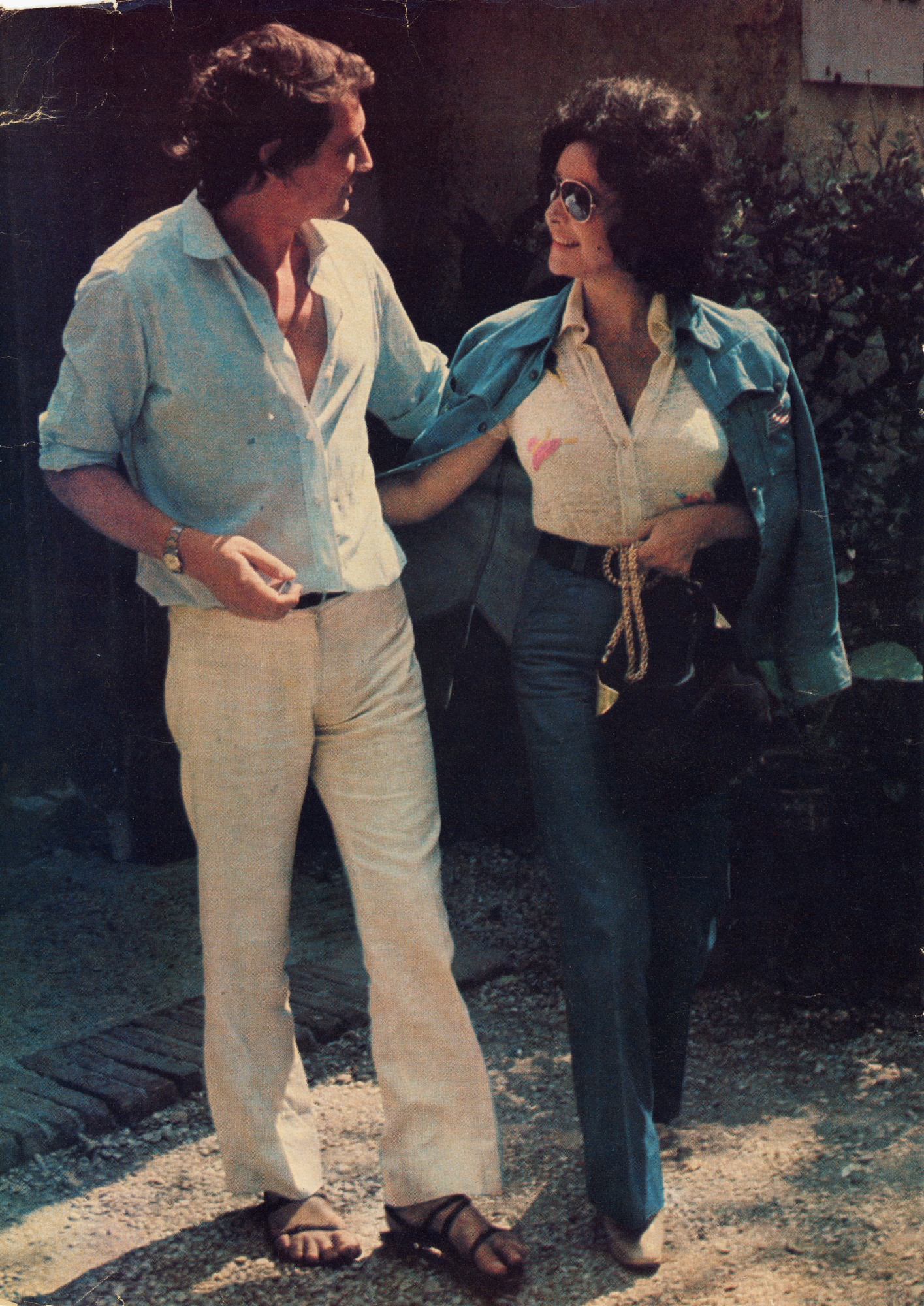
La fotografia del 1974 che lo ritrae in compagnia di Elizabeth Taylor durante una pausa delle riprese del film Identikit di Giuseppe Patroni Griffi, è apparsa su alcuni dei maggiori rotocalchi internazionali

Nel 1976 dà il via alla produzione del kolossal Caligola, diretto da Tinto Brass, con Malcolm McDowell, Guido Mannari, Peter O'Toole ed una esordiente Hellen Mirren. La pellicola, prodotta dalla Felix cinematografica con il finanziamento dell'editore della rivista Penthouse Bob Guccione, è ad oggi considerata la maggiore produzione cinematografica indipendente della storia del cinema, ed uno dei più famosi film cult mai realizzati. Il film, che trae spunto da una sceneggiatura scritta da Gore Vidal per una miniserie televisiva sulla vita dell'imperatore romano Caligola, ebbe una produzione travagliata ed un lunghissimo strascico giudiziario causato da forti contrasti tra il regista Tinto Brass e la produzione finanziatrice diretta da Bob Guccione. Il film uscirà nelle sale italiane, profondamente mutilato, solo nel 1984 con il nuovo titolo Io Caligola. Nel 1979 Sergio Galiano avvia la produzione del film La città delle donne di Federico Fellini. Le riprese si interrompono improvvisamente nel luglio del 1979 a causa della tragica morte dell'attore protagonista Ettore Manni. La produzione del film nel 1980 viene ceduta alla casa di produzione francese Gaumont, all'epoca presieduta da Renzo Rossellini e il film uscì nelle sale il 28 marzo 1980.

### L'ultimo periodo
Nel 1977, durante la post-produzione del film Caligola svoltasi tra Roma e New York, Sergio Galiano avvia personalmente la scrittura di un soggetto cinematografico, adattamento della raccolta di racconti di Charles Bukowski intitolata Storie di Ordinaria follia. Erezioni Eiaculazioni Esibizioni, edita nel 1972. Il soggetto tra il 1979 ed il 1980 viene trattato da Sergio Amidei, storico collaboratore di Roberto Rossellini: la sceneggiatura finale attinge principalmente dai racconti di Charles Bukowski La più bella donna della città, Nascita, Vita e morte di un giornale underground e Violenza carnale. Il film Storie di ordinaria follia, diretto da Marco Ferreri nel 1981, interpretato da Ben Gazzara e Ornella Muti, viene presentato fuori concorso alla Mostra Internazionale del Cinema di Venezia. Nel 1982 la pellicola riceve quattro premi David di Donatello (miglior regista: Marco Ferreri; migliore sceneggiatura: Sergio Amidei e Marco Ferreri; migliore fotografia: Tonino Delli Colli e miglior montaggio: Ruggero Mastroianni) e due premi Nastri d'argento (regista del miglior film: Marco Ferreri e migliore fotografia: Tonino Delli Colli). Il film, girato in lingua inglese, oltre che in Italia, viene presentato sugli schermi di undici paesi del mondo, tra cui Francia, Germania Ovest e Stati Uniti d'America.

### Vita privata
Ha trascorso la vita dal 1970 al 1996 con l'attrice brasiliana di origini polacche Clara Lucia Mutschaewski, incontrata durante la preparazione del film Il Decameron di Pier Paolo Pasolini: dalla loro unione, nel 1981, è nato il figlio Alexander Galiano. Ritiratosi dal mondo del cinema nel 1992, dopo la morte dell'amico e socio Franco Rossellini, negli ultimi anni di vita si è occupato della riconversione industriale dello stabilimento fondato dal padre Teresio, la Galter Farmaceutici, operante a Roma tra il 1943 e il 1980.

### La morte
Muore a Roma il 28 novembre 2016 all'età di 74 anni dopo una lunga malattia. I funerali religiosi si sono celebrati il 1º dicembre 2016 nella basilica di Santa Maria in Montesanto in piazza del Popolo a Roma, meglio nota come la Chiesa degli artisti. È sepolto nel cimitero monumentale del Verano di Roma.

## Filmografia

### Attore
- Storie sulla sabbia, regia di Riccardo Fellini (1962)
- Le quattro verità, regia di Alessandro Blasetti, episodio La lepre e la tartaruga (1962)
- La vita provvisoria, regia di Vincenzo Gamma ed Enzo Battaglia (1963)

### Direttore di Produzione
- Blu Gang - E vissero per sempre felici e ammazzati, regia di Luigi Bazzoni (1973)
- Il lumacone, regia di Paolo Cavara (1974)
- La città delle donne, regia di Federico Fellini (1980) – prima produzione

### Ispettore di Produzione

#### Cinema
- Vivo per la tua morte, regia di Camillo Bazzoni (1968)
- Odia il prossimo tuo, regia di Ferdinando Baldi (1968)
- Teorema, regia di Pier Paolo Pasolini (1968)
- Medea, regia di Pier Paolo Pasolini (1969)
- Il Decameron, regia di Pier Paolo Pasolini (1971)
- Le mura di Sana, regia di Pier Paolo Pasolini – cortometraggio (1971)
- Fratello sole, sorella luna, regia di Franco Zeffirelli (1972)
- Identikit, regia di Giuseppe Patroni Griffi (1974)
- Caligola, regia di Tinto Brass (1979)

#### Televisione
- Atti degli apostoli, regia di Roberto Rossellini – miniserie TV (1969)
- La lotta dell'uomo per la sua sopravvivenza, regia di Renzo Rossellini – docuserie TV (1970)

### Sceneggiatore
- Storie di ordinaria follia, regia di Marco Ferreri (1981) – soggetto

### Produttore
- Storie di ordinaria follia, regia di Marco Ferreri (1981)

## Riconoscimenti
- David di Donatello
  - 1982 – Candidatura al miglior film per Storie di ordinaria follia